# 錫安 (伊利諾州)
錫安（Zion）是美国伊利诺伊州莱克县的一座城市，面积21平方公里。根据2000年美国人口普查，共有22,866人，其中白人占58.76%、非裔美国人占27.1%、亚裔美国人占1.87%。

## 市徽

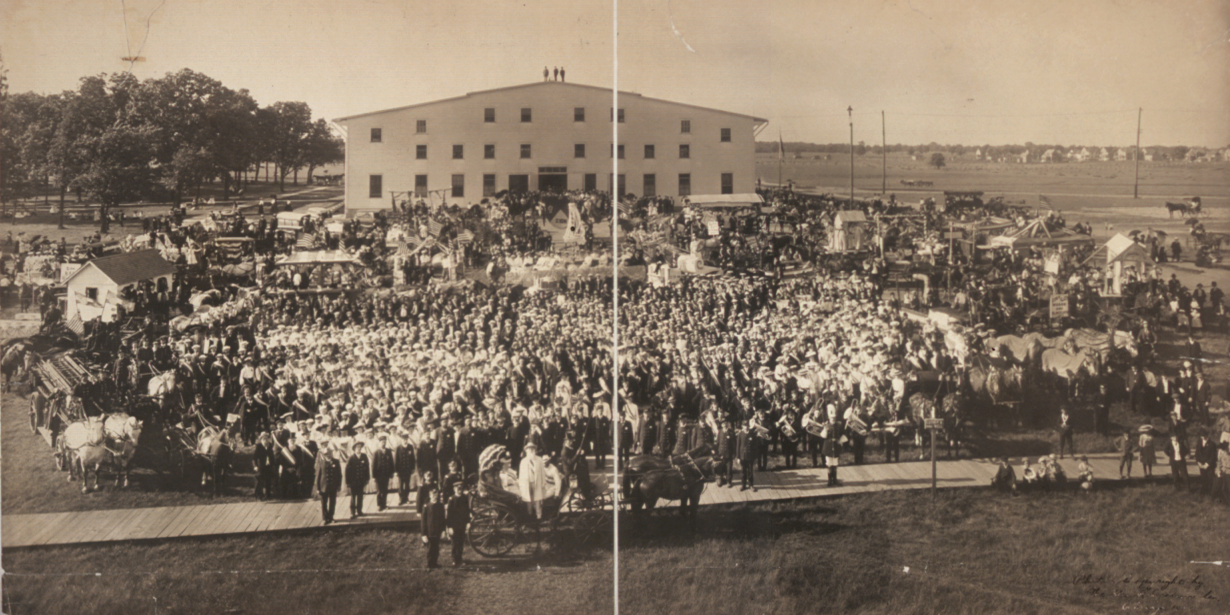
1904年7月，伊利诺伊州锡安市希罗会幕的锡安工业

锡安市宗教氛围浓厚，直到20世纪40年代时都在其法典中奉行地平说教义。